# Tropaeum Traiani
Tropaeum Traiani este un monument triumfal roman în Adamclisi, județul Constanța, ridicat în cinstea împăratului roman Traian între anii 106-109 d.Hr. pentru a comemora victoria romanilor asupra geto-dacilor în anul 106 d.Hr. 
Construcția este situată în regiunea podișului Negru Vodă, în comuna Adamclisi, la 60 km sud-vest de Constanța, pe drumul național Călărași - Constanța. Monumentul a fost reconstituit în 1977, după unul dintre modelele ipotetice ale vechiului monument aflat în ruine, fiind declarat în prezent monument istoric, cu codul  CT-I-s-A-02567. Inaugurarea monumentului a avut loc în cadrul festivităților prilejuite de aniversarea unui secol de la cucerirea independenței Principatelor Române.
Ansamblul este format din următoarele monumente:
- Cetatea Tropaeum Traiani (cod LMI CT-I-m-A-02567.01)
- Bazilică (cod LMI CT-I-m-A-02567.02)
- Necropolă (cod LMI CT-I-m-A-02567.03)
- Ansamblu de apeducte (cod LMI CT-I-m-B-02567.04)
- Monumentul triumfal "Tropaeum Traiani" (cod LMI CT-I-m-A-02567.05)
- Altarul roman de la Adamclisi (cod LMI CT-I-m-A-02567.06)
- Tumul roman (cod LMI CT-I-m-A-02567.07)
- Termele cetății Tropaeum Traiani (cod LMI CT-I-m-A-02567.08)
- Locuințe extramurane (cod LMI CT-I-m-A-02567.09)

## Monumentul
Tropaeum Traiani este unul dintre cele mai importante monumente antice de pe teritoriul României. Primele săpături au fost întreprinse începând cu anul 1882 de către Grigore Tocilescu.
Monumentul, în varianta în care a fost reconstituit de către arheologi, sub conducerea reputatului istoric Adrian Rădulescu, în anul 1977, este alcătuit dintr-un soclu cilindric, care are la bază mai multe rânduri de trepte circulare, iar la partea superioară un acoperiș conic, cu solzi pe rânduri concentrice de piatră, din mijlocul căruia se ridică suprastructura hexagonală. La partea superioară se află trofeul bifacial, înalt de 10,75 m, înfățișând o armură cu patru scuturi cilindrice. La baza trofeului se află două grupuri statuare care conțin fiecare reprezentarea trupurilor a trei captivi.

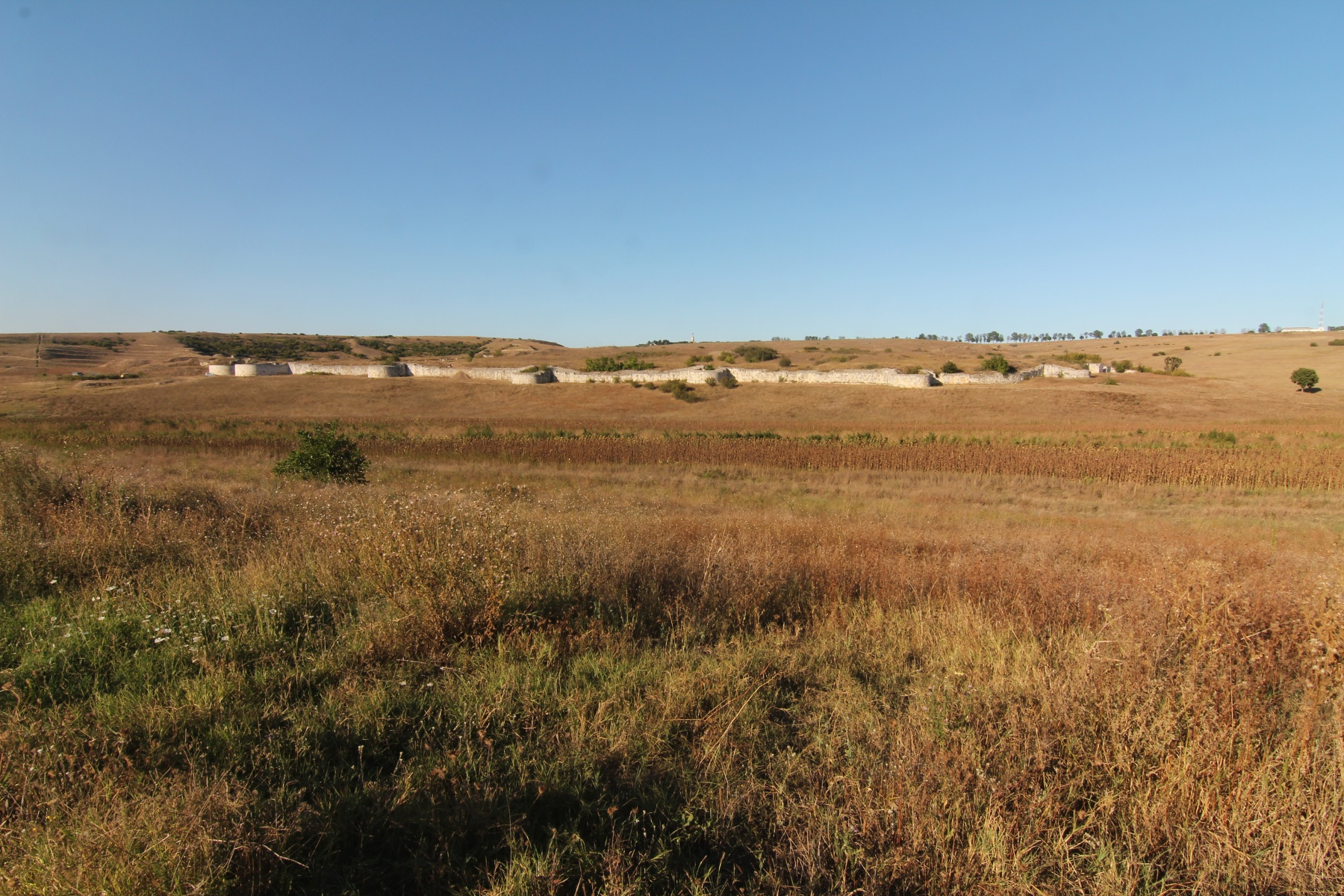
Situl arheologic Adamclisi

Înălțimea monumentului împreună cu trofeul este aproximativ egală cu diametrul bazei și anume circa 40 m. De jur împrejur, cele 54 de metope din calcar de Deleni, înfățișează în basorelief scene de război. Metopele erau lespezi dreptunghiulare cu înălțimea de 1,48‐1,49 m. Din cele 54 metope inițiale, se mai păstrează 48.
Deasupra metopelor se află o friză cu 26 de merloane, din care s-au păstrat numai 23, sculptate și ele în basorelief, care alcătuiesc coronamentul nucleului circular.
Traian a ridicat un monument pentru comemorarea victoriei sale: coloana din Adamclisi sau trofeul lui Traian (Tropaeum Traiani, Tropaeum din grecescul Tropaion – Τροπαίων). Ansamblul, din care făcea parte monumentul, mai cuprindea un altar funerar, pe ai cărui pereți se aflau înscrise numele celor aproximativ 3.800 de soldați romani (legionari și auxiliari) căzuți probabil în lupta de la Adamclisi "pentru Republică" și de asemenea un mausoleu, cu trei ziduri concentrice, în care se pare că a fost înmormântat comandantul (praefectus castrorum), care, cu prețul vieții sale, a decis victoria din anul 102. 
Monumentul-trofeu e insipirat după mausoleul lui Augustus. Cu tot cu inscripție mare, a fost dedicat lui Marte UItor ("Răzbunătorul"). Inscripția a supraviețuit fragmentar dinspre 2 părți ale trofeului hexagonal și a fost redată așa (la stânga) , unde Traian e supranumit Germanicus, după ultimele lui izbânzi din Germania, și Dacicus, după proaspăt-supunerea Daciei, poate fi tradusă așa (la dreapta):
| Latinește                                     | Traducere românească                                                                             |
| --------------------------------------------- | ------------------------------------------------------------------------------------------------ |
| MARTI ULTOR[I]                                | Lui Marte, Răzbunătorul,                                                                         |
| IM[P(erator)CAES]AR DIVI                      | Cezar, împăratul, fiul divinului Nerva, Nerva                                                    |
| NERVA[E] F(ILIUS) N[E]RVA                     | Cezar, împăratul, fiul divinului Nerva, Nerva                                                    |
| TRA]IANUS [AUG(USTUS) GERM(ANICUS)]           | Traian Augustus, care i-a bătut pe germani                                                       |
| DAC]I[CU]S PONT(IFEX) MAX(IMUS)               | Și pe daci, Pontif suprem,                                                                       |
| TRIB(UNICIA) POTEST(ATE) XIII                 | Făcut tribun al plebeilor de treisprezece dăți,                                                  |
| IMP(ERATOR) VI CO(N)S(UL) V P(ater) P(atriae) | [proclamat] general victorios [de oaste] de șase dăți, Consul de cinci dăți, Părinte al Patriei, |
| ?VICTO EXERC]ITU D[ACORUM]                    | După ce-am zdrobit oștile dacice                                                                 |
| ?---- ET SARMATA]RUM                          | și cele sarmatice                                                                                |
| ----]E 31.                                    | ...                                                                                              |

Monumentul trebuia să fie un avertisment pentru triburile care trăiau la granițele imperiului. 
În plus, s-a găsit și o inscripție de pomenire a legionarilor căzuți în luptă: "in honorem et in memoriam fortissimorum virorum qui pugnantes pro republica morte occubuerunt". 

## Cetatea Tropaeum Traiani
La 2 km vest de monumentul triumfal a fost întemeiată de Traian cetatea romană Tropaeum Traiani, care este menționată în inscripții pentru prima dată ca municipiu în anul 170.
Cetatea romană a fost întemeiată de Traian pe locul vechii așezări geto-dacice. Făcea parte din sistemul limesului ofensiv creat de Traian la Dunărea de Jos. Cetatea se află pe o prelungire joasă a dealului pe care a fost construit monumentul, de care se leagă printr-o limbă de pământ îngustă. Platoul este înconjurat pe toate celelalte laturi de pante mai mult sau mai puțin abrupte, care constituie o protecție naturală. Incinta închide o suprafață de cca. 10 ha. Planul exact al cetății confirmă afirmația lui V. Pârvan că turnurile nu sunt nici egale, nici distanța dintre ele nu este aceeași. Diferențele provin dintr-o nonsimultaneitate a construirii lor. Turnurile semicirculare sunt anterioare celor dezvoltate pe un plan dreptunghiular cu frontul semicircular, care, la rândul lor, le preced pe cele în formă de potcoavă. În ceea ce privește densitatea turnurilor, se constată frecvența lor deosebit de mare între colțul de nord-vest și poarta de vest, unde distanța dintre ele variază între 18 și 25 m. Situația este motivată de panta naturală a platoului mai puțin pronunțată. Pe latura de nord, distanța dintre turnuri este de cca. 35 m, relativ egală cu cea dintre turnurile de pe partea sudică a incintei de vest. Distanța liniară între turnul T 1 (al porții de est) și turnul T 2 este de 90 m, iar distanța dintre turnul T 21 și turnul de poartă T 22 este de 120 m. Pe sectorul nordic al laturii de est, zidul de incintă s-a păstrat pe cea mai mare înălțime. Emplectonul dezbrăcat de blocurile de parament are pe unele porțiuni înălțimea de 4 m peste nivelul actual al solului.

## Bazilica
La sud-vest de punctul central al intersecției celor două axe principale de circulație s-a construit o grandioasă bazilică civilă numită forensis. Bazilica are o suprafață de 18 x 50 m, cu axul lung orientat nord-sud și compartimentată în trei nave, cu două rânduri de coloane de mari dimensiuni. S-au păstrat in situ doar câte 18 baze de coloane pe fiecare aliniament. Accesul se făcea atât dinspre cardo, cât și din decumanus maximus. Laturile lungi sunt prevăzute cu "contraforți" (12 pe fiecare latură). Basilica forensis de la Tropaeum Traiani este asemănătoare celei de la Pompei, având, ca și aceea, pe axul lung, vis-à-vis de intrarea principală latura îngustă un spațiu rezervat. În general, aceste construcții aveau nava centrală supraînălțată față de cele laterale. În nivelul superior se practicau galerii, loc de întâlnire și de plimbare. 
Descrierea unei bazilici și a rostului ei a fost transmisă de Vitruvius (V,1). Bazilica de la Tropaeum se înscrie în parametrii descriși de Vitruvius.

## Muzeul Arheologic Adamclisi

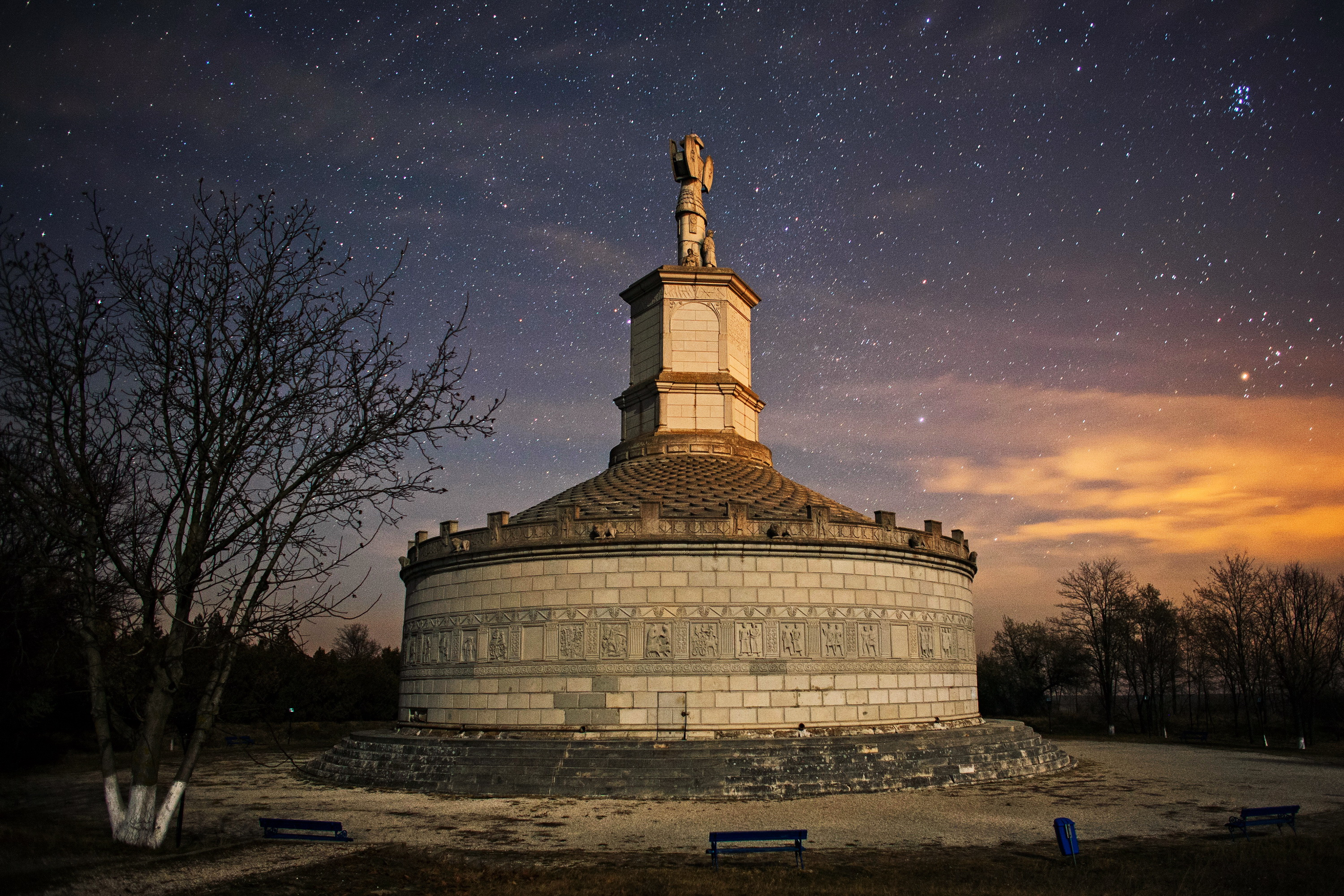

În Complexul muzeal Tropaeum Traiani pe lângă "Monumentul triumfal Tropaeum Traiani" și "cetatea Tropaeum Traiani" (care datează din secolul al II-lea) se află și muzeul de sit. 
Clădirea muzeului, inaugurată în 1977, este concepută ca un lapidarium și cuprinde numeroase vestigii arheologice descoperite în cetate și împrejurimi. Pe o parte a muzeului sunt expuse metopele, friza inferioară și cea superioară, pilaștrii, crenelurile și blocurile de parapet ale stilului attic festonat. În centrul sălii, este expusă statuia colosală a trofeului, inscripția și friza cu arme. Celelalte exponate sunt constituite de colecțiile ceramice (vase aparținând culturii Hamangia, ceramică getică, amfore grecești, romane și bizantine), opaițe, unelte, podoabe, fragmente de apeducte, sculptură, documente epigrafice.